# 몽녀
"몽녀"는 1968년 공개된 대한민국의 영화이다.

## 배역
- 김지미 : 송리나 역
- 박노식 : 박민호 역
- 남정임 : 양인숙 역
- 이순재 : 성우 역
- 박암
- 양훈 : 양 사장 역
- 조항
- 김동원